# Santa Ana de Mexide
La ermita de Santa Ana de Mexide es un templo católico de la diócesis de Oviedo, situado en esta misma ciudad, la capital de la provincia de Asturias.
Se sabe que en el 1450 ya estaba en pie, pero debido a la guerra civil española, se derrumbó, y en el 1994 se comenzaron unas obras de restauración que duraron tres años.

## Historia
No se sabe con exactitud pero la primera prueba que data de su creación es del año 978, y duró hasta la guerra civil española, en la cual quedó reducida a ruinas debido a una bomba.
En el 1994 se empezó a restaurar y en 1997 se inauguró por segunda vez.

## Arquitectura
La ermita consta de una sola nave,  con espadaño y atrio porticado. En el interior un arco de medio punto separa el presbiterio de la otra parte de la nave, en la cual se encuentran el altar y una virgen.
La campana original se perdió, y la réplica está hecha por los Hermanos Portilla.
Su arquitecto fue José Rivas Rico.

## Enlaces externos

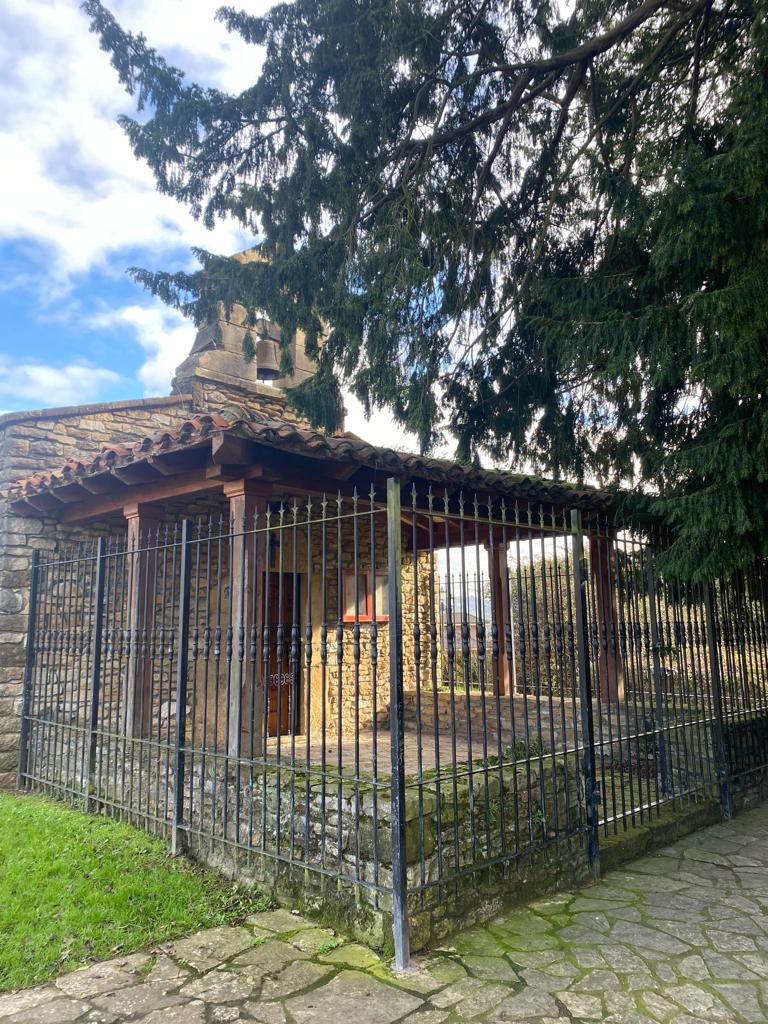
Imagen del atrio porticado bajo el tejo.